# Деалу Виилор (Мошоаја)
Деалу Виилор (рум. Dealu Viilor) насеље је у Румунији у округу Арђеш у општини Мошоаја. Oпштина се налази на надморској висини од 368 m.

## Становништво
Према подацима из 2002. године у насељу је живело 358 становника, од којих су сви румунске националности.